# Furgaleus macki
Lo squalo baffuto (Furgaleus macki (Whitley, 1943)) è una specie di palombo della famiglia dei Triakidi, unico rappresentante del suo genere. È una specie comune che abita la piattaforma continentale australiana dall'Australia Occidentale allo stretto di Bass, fino a 220 m di profondità. Vive sul fondale e predilige habitat rocciosi e ricoperti da vegetazione. Squalo dalla forma tozza e dal profilo «gibboso», si distingue da tutti gli altri membri della sua famiglia per la presenza di lunghi barbigli nasali. Le due pinne dorsali moderatamente grandi hanno dimensioni più o meno uguali. Presenta una livrea grigio-brunastra sopra e più chiara sotto, con un motivo a macchie e chiazze più scure negli esemplari più giovani. Raggiunge i 160 cm di lunghezza.
Lo squalo baffuto si nutre quasi prevalentemente di polpi. È viviparo: le femmine partoriscono da quattro a 28 piccoli ogni due anni, da agosto a ottobre, dopo un periodo di gestazione di 7-9 mesi. Questo squalo innocuo viene sfruttato per la carne e viene catturato principalmente da pescherecci commerciali con le reti da posta. Il numero di esemplari è diminuito notevolmente a causa della pesca eccessiva negli anni '70 e nei primi anni '80, tanto che già a metà degli anni '80 vennero introdotte nuove misure di gestione. Da allora, la rigorosa gestione della pesca ha mantenuto stabile o in aumento la popolazione, con il risultato che l'Unione internazionale per la conservazione della natura l'ha inserito tra le «specie a rischio minimo» (Least Concern).

## Tassonomia
|  | Hemitriakis |
|  |             |
|  | Furgaleus   |
|  |             |

|  | Triakis semifasciata                                       |
|  |                                                            |
|  | \| \| Galeorhinus \| \| \| \| \| \| Hypogaleus \| \| \| \| |
|  |                                                            |
|  | Galeorhinus                                                |
|  |                                                            |
|  | Hypogaleus                                                 |
|  |                                                            |

|  | Galeorhinus |
|  |             |
|  | Hypogaleus  |
|  |             |

|  | Hemitriakis |
|  |             |
|  | Furgaleus   |
|  |             |

|  | Triakis semifasciata                                       |
|  |                                                            |
|  | \| \| Galeorhinus \| \| \| \| \| \| Hypogaleus \| \| \| \| |
|  |                                                            |
|  | Galeorhinus                                                |
|  |                                                            |
|  | Hypogaleus                                                 |
|  |                                                            |

|  | Galeorhinus |
|  |             |
|  | Hypogaleus  |
|  |             |

|  | Hemitriakis |
|  |             |
|  | Furgaleus   |
|  |             |

|  | Triakis semifasciata                                       |
|  |                                                            |
|  | \| \| Galeorhinus \| \| \| \| \| \| Hypogaleus \| \| \| \| |
|  |                                                            |
|  | Galeorhinus                                                |
|  |                                                            |
|  | Hypogaleus                                                 |
|  |                                                            |

|  | Galeorhinus |
|  |             |
|  | Hypogaleus  |
|  |             |

|  | Hemitriakis |
|  |             |
|  | Furgaleus   |
|  |             |

|  | Triakis semifasciata                                       |
|  |                                                            |
|  | \| \| Galeorhinus \| \| \| \| \| \| Hypogaleus \| \| \| \| |
|  |                                                            |
|  | Galeorhinus                                                |
|  |                                                            |
|  | Hypogaleus                                                 |
|  |                                                            |

|  | Galeorhinus |
|  |             |
|  | Hypogaleus  |
|  |             |

|  | Hemitriakis |
|  |             |
|  | Furgaleus   |
|  |             |

|  | Triakis semifasciata                                       |
|  |                                                            |
|  | \| \| Galeorhinus \| \| \| \| \| \| Hypogaleus \| \| \| \| |
|  |                                                            |
|  | Galeorhinus                                                |
|  |                                                            |
|  | Hypogaleus                                                 |
|  |                                                            |

|  | Galeorhinus |
|  |             |
|  | Hypogaleus  |
|  |             |

|  | Hemitriakis |
|  |             |
|  | Furgaleus   |
|  |             |

|  | Triakis semifasciata                                       |
|  |                                                            |
|  | \| \| Galeorhinus \| \| \| \| \| \| Hypogaleus \| \| \| \| |
|  |                                                            |
|  | Galeorhinus                                                |
|  |                                                            |
|  | Hypogaleus                                                 |
|  |                                                            |

|  | Galeorhinus |
|  |             |
|  | Hypogaleus  |
|  |             |

|  | Hemitriakis |
|  |             |
|  | Furgaleus   |
|  |             |

|  | Triakis semifasciata                                       |
|  |                                                            |
|  | \| \| Galeorhinus \| \| \| \| \| \| Hypogaleus \| \| \| \| |
|  |                                                            |
|  | Galeorhinus                                                |
|  |                                                            |
|  | Hypogaleus                                                 |
|  |                                                            |

|  | Galeorhinus |
|  |             |
|  | Hypogaleus  |
|  |             |

|  | Hemitriakis |
|  |             |
|  | Furgaleus   |
|  |             |

|  | Triakis semifasciata                                       |
|  |                                                            |
|  | \| \| Galeorhinus \| \| \| \| \| \| Hypogaleus \| \| \| \| |
|  |                                                            |
|  | Galeorhinus                                                |
|  |                                                            |
|  | Hypogaleus                                                 |
|  |                                                            |

|  | Galeorhinus |
|  |             |
|  | Hypogaleus  |
|  |             |

L'ittiologo australiano Gilbert Percy Whitley descrisse lo squalo baffuto come un nuovo genere e specie, Fur macki, in un numero della rivista scientifica Australian Zoologist del 1943. Tuttavia, poiché il nome Fur era già in uso per indicare un genere di mosche, nel 1951 Whitley lo sostituì con Furgaleus. L'esemplare tipo è un maschio immaturo di 50 cm catturato al largo di Mordialloc, nel Victoria. In passato si riteneva che gli squali della parte occidentale dell'areale di questa specie costituissero una specie separata, F. ventralis, ma gli studi comparativi di Leonard Compagno non riuscirono a trovare differenze significative che ne giustificassero la separazione da F. macki.
Sulla base della morfologia, Leonard Compagno raggruppò Furgaleus con i generi Hemitriakis, Iago e Gogolia nella tribù Iagini della sottofamiglia Galeorhininae della famiglia Triakidae. Uno studio filogenetico del 2006 condotto da J. Andrés López e dai suoi colleghi, basato sull'analisi di quattro sequenze di geni codificanti proteine, ha confermato che Furgaleus ed Hemitriakis sono taxa fratelli; lo stesso studio, però, era piuttosto equivoco riguardo alla posizione di Iago e non contemplava Gogolia.

## Descrizione

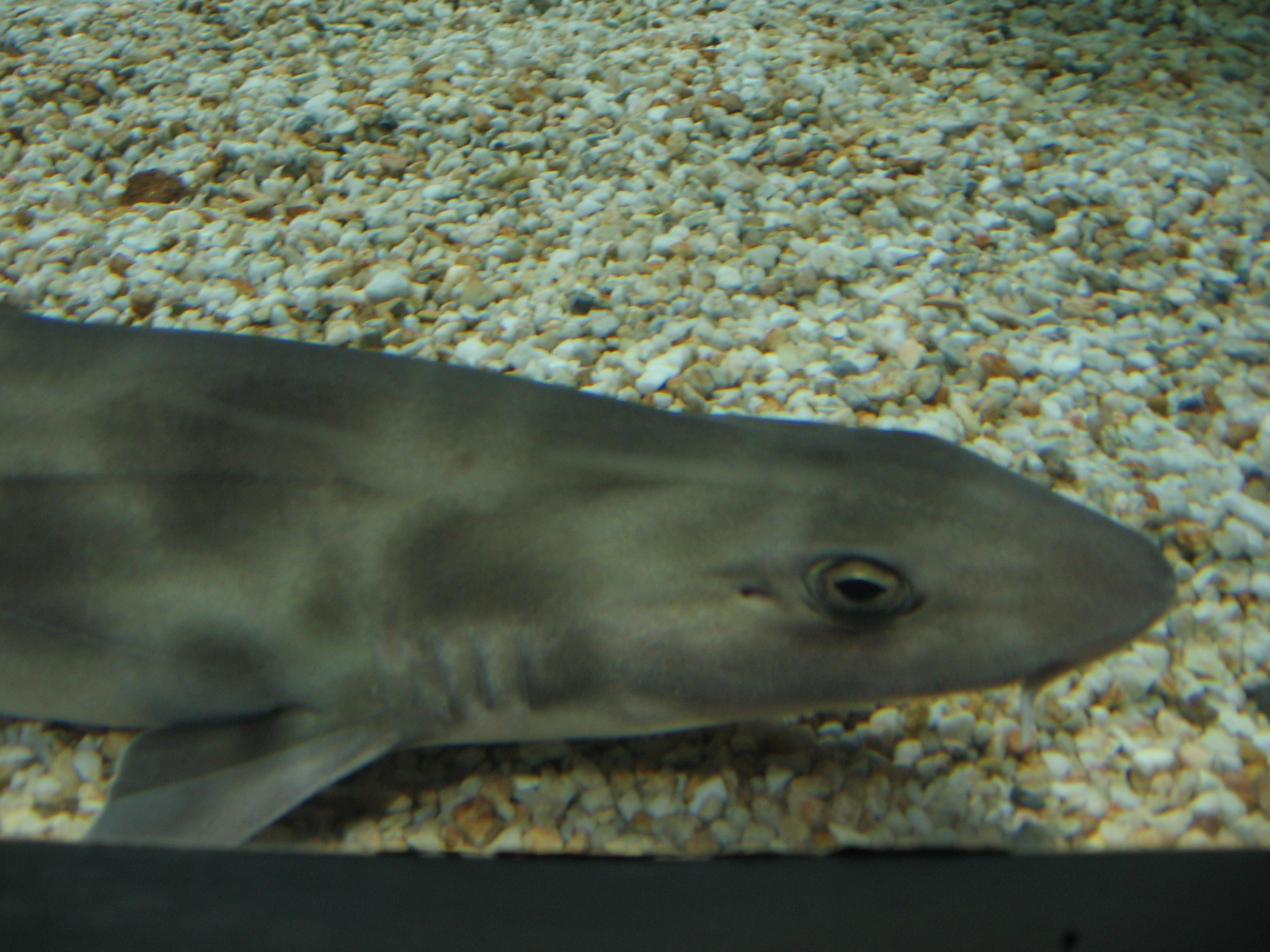
Due tratti distintivi dello squalo baffuto sono i barbigli nasali e il profilo «gibboso».

Lo squalo baffuto ha una struttura moderatamente robusta, con un profilo quasi «gibboso». Il corto rostro, visto dall'alto, è arrotondato o cuneiforme. È l'unica specie di palombo in cui i lembi di pelle davanti alle narici si allungano in sottili barbigli. Gli occhi, ovali e disposti orizzontalmente, sono posti in alto sulla testa e sono dotati di membrane nittitanti (terze palpebre dalla funzione protettiva) rudimentali. Sotto l'occhio si trova una cresta prominente e dietro l'occhio c'è un minuscolo spiracolo. La bocca forma un arco corto e largo e reca agli angoli dei solchi piuttosto lunghi. I denti sono disposti in 24-32 file nella mascella superiore e in 36-42 file in quella inferiore. Ogni dente superiore ha una cuspide principale angolata, a forma di coltello, con cuspidi più piccole sul margine posteriore, mentre i denti della mascella inferiore presentano un'unica cuspide verticale. Sono presenti cinque paia di fessure branchiali.
La prima pinna dorsale è piuttosto grande e posizionata più vicino alle pinne pettorali che a quelle pelviche, ma la base della prima è situata ben dietro alla punta posteriore delle pinne pettorali. La seconda pinna dorsale ha all'incirca le stesse dimensioni della prima ed è posizionata leggermente davanti alla pinna anale, che è molto più piccola di entrambe le pinne dorsali. La pinna caudale ha un lobo inferiore corto e una profonda tacca ventrale vicino alla punta del lobo superiore. Gli adulti sono di colore grigio-brunastro sopra e più chiari sotto; i giovani sono di colore più chiaro e presentano chiazze e macchie più scure sul corpo e sulle pinne, che sbiadiscono e possono scomparire con l'età. Questa specie può raggiungere i 160 cm di lunghezza e i 13 kg di peso.

## Distribuzione e habitat
Endemico dell'Australia, lo squalo baffuto abita le acque temperate della piattaforma continentale dal Capo Nord-Ovest nell'Australia Occidentale a Wynyard in Tasmania. È più comune nella parte sud-occidentale dell'areale, tra Kalbarri e Albany, ed è raro al largo di Victoria e Tasmania. Tutti gli esemplari esistenti sembrano appartenere a una singola popolazione. Questa specie vive nei pressi del fondale, fino a 220 m di profondità. Predilige le aree rocciose e i letti di kelp.

## Biologia

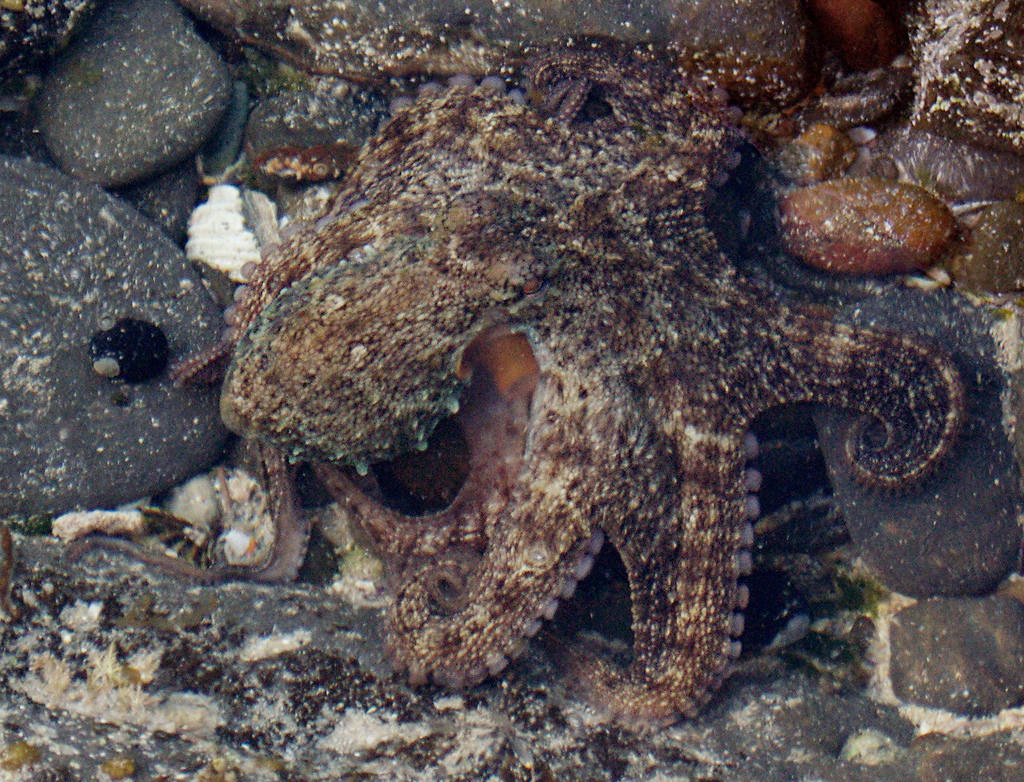
I polpi sono la fonte di cibo predominante dello squalo baffuto.

Lo squalo baffuto è un predatore attivo e altamente specializzato, che si nutre quasi esclusivamente di polpi. Nei contenuti stomacali sono stati rinvenuti anche altri cefalopodi, pesci ossei, piccole aragoste, echiuroidei ed erbe marine. Un parassita conosciuto di questa specie è la tenia Calliobothrium pritchardae.
Come altri palombi, lo squalo baffuto è viviparo: gli embrioni in sviluppo vengono alimentati dal tuorlo e probabilmente anche dall'istotrofio prodotto dalla madre. I maschi possono accoppiarsi ogni anno, mentre le femmine hanno un ciclo riproduttivo biennale. L'accoppiamento avviene in agosto e settembre: le femmine immagazzinano lo sperma fino alla fine di gennaio/inizio di aprile dell'anno successivo, quando gli ovuli sono pronti per essere ovulati nell'utero. Dopo un periodo di gestazione di 7-9 mesi, tra agosto e ottobre nascono da 4 a 28 piccoli (in media 19). Il numero dei piccoli partoriti aumenta con le dimensioni della femmina. I neonati misurano 22-27 cm di lunghezza.
I giovani di squalo baffuto vengono catturati raramente dai pescatori commerciali: ciò suggerisce che le aree di riproduzione possano trovarsi in acque più profonde o in altri habitat non sfruttati dalla pesca. I piccoli raddoppiano o triplicano le dimensioni nei primi 15-17 mesi di vita e continuano a crescere rapidamente fino all'età di 3-4 anni. Entrambi i sessi raggiungono la maturità sessuale quando misurano 110-130 cm di lunghezza, vale a dire intorno a cinque anni di età nei maschi e sette anni nelle femmine. Gli esemplari maturi mostrano tassi di crescita trascurabili, forse perché le risorse vengono destinate tutte alla riproduzione. La speranza di vita massima viene stimata in 15 anni.

## Rapporti con l'uomo
Innocuo per l'uomo, lo squalo baffuto viene pescato commercialmente per la carne, che viene venduta fresca. È una delle specie di squalo immesse sul mercato con il nome commerciale di flake. Insieme al carcarino bruno (Carcharhinus obscurus) e al palombo australiano (Mustelus antarcticus), è la preda principale dell'industria della pesca allo squalo che opera al largo dell'Australia Occidentale, la Western Australian Joint Authority Southern Demersal Gillnet and Demersal Longline Fishery. La pesca ebbe inizio negli anni '40 con un piccolo numero di pescherecci con palangari di fondale, ma lo squalo baffuto iniziò a essere catturato in numero considerevole solo negli anni '70, con l'introduzione di reti da posta monofilamento, posizionatori di reti idraulici e ulteriori imbarcazioni. Le catture raggiunsero il picco all'inizio degli anni '80, quando ne venivano prelevate 400-600 tonnellate all'anno. La pesca eccessiva ridusse la popolazione a meno del 30% dei livelli pre-sfruttamento entro la metà degli anni '80, e ciò spinse il governo dell'Australia Occidentale ad attuare un piano di gestione che ha stabilizzato la popolazione al 25-30% dei livelli pre-sfruttamento.
Nel 1995, il comitato consultivo per la gestione della pesca allo squalo dell'Australia Occidentale raccomandò di ricostituire lo stock degli squali baffuti al 40% dei livelli precedenti allo sfruttamento entro la stagione 2010/11, attraverso una serie di riduzioni del prelievo. Sebbene tale obiettivo non sia stato raggiunto, in quanto la riduzione del prelievo divenne effettiva solamente a partire dalla stagione 2000/01, i dati preliminari sulle catture per unità di sforzo indicano che la popolazione è in aumento. Nel 2004/05, questa specie rappresentò il 12% (153 tonnellate) del pescato. Un piccolo numero di squali baffuti viene catturato anche dai pescatori di squali dell'Australia Meridionale, ma questo non costituisce una minaccia per la specie. Poiché la popolazione è stabile e regolarmente monitorata e le attività di pesca che la interessano sono ben gestite, l'Unione internazionale per la conservazione della natura valuta lo squalo baffuto come «specie a rischio minimo» (Least Concern).